# Klokaní maso

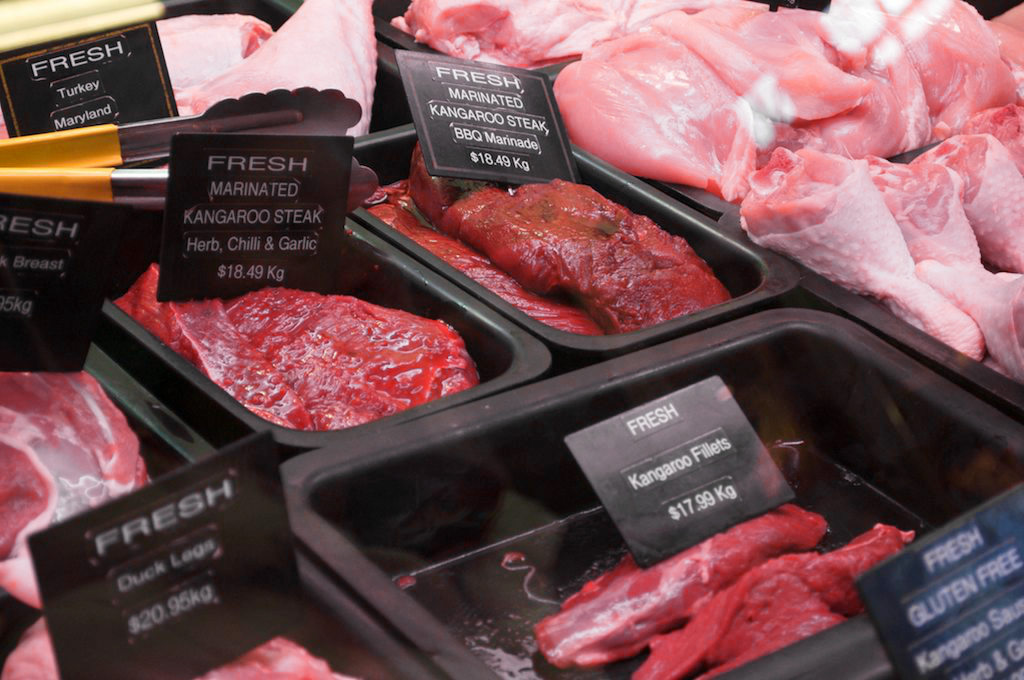
Plátky klokaního masa na tržnici v Melbourne

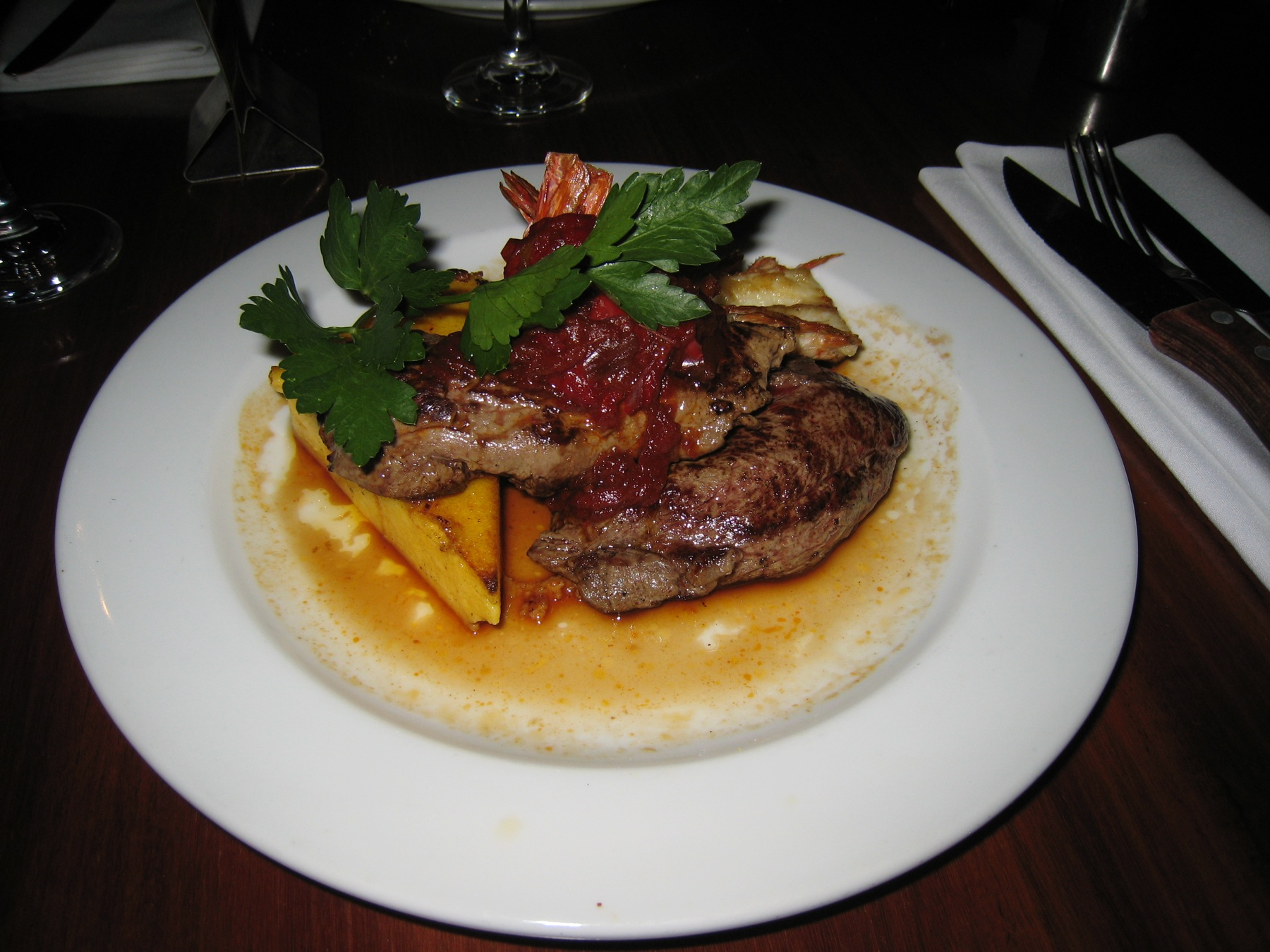
Klokaní steak v restauraci v Sydney

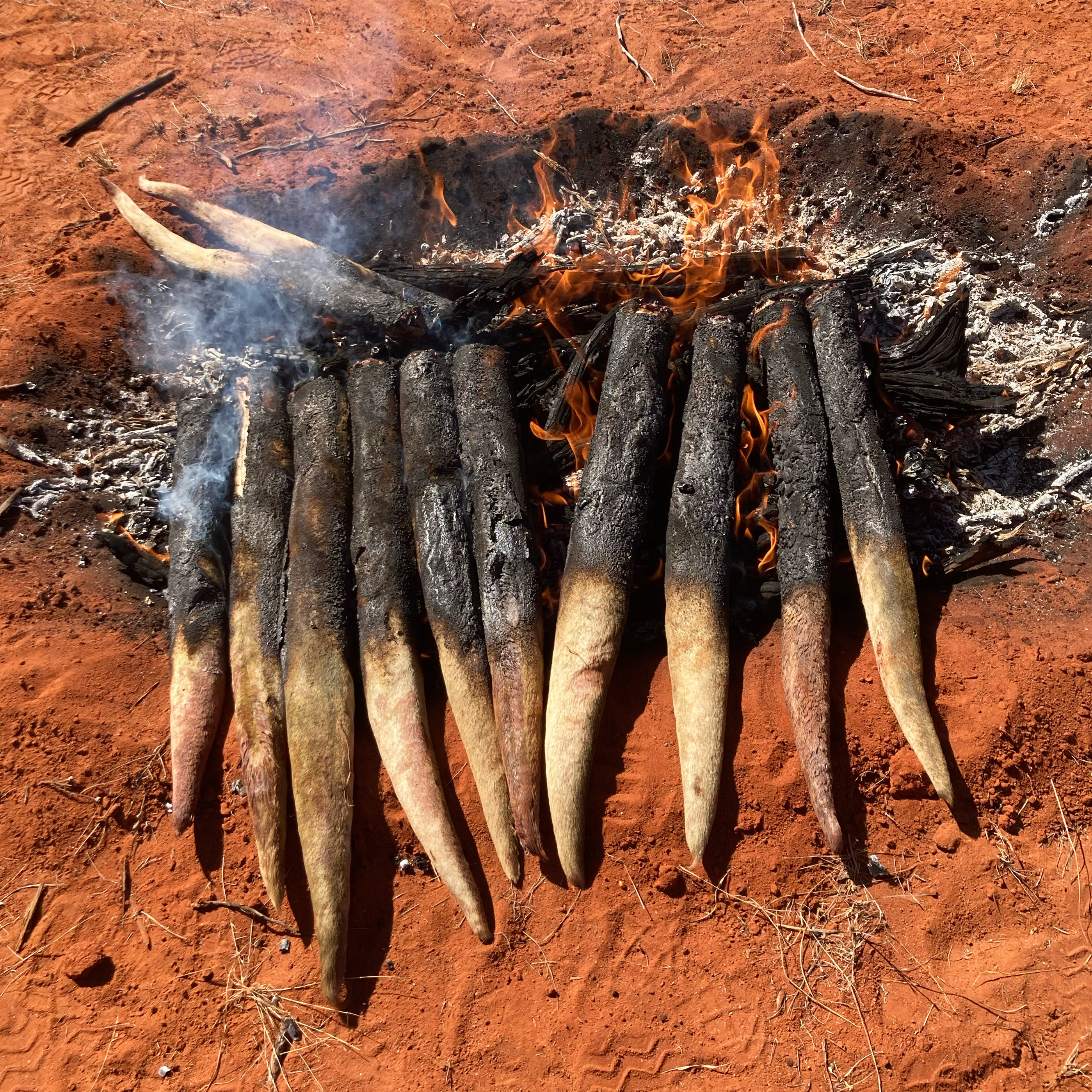
Klokaní ocasy připravované na ohni po aboridžinském způsobu, střední Austrálie

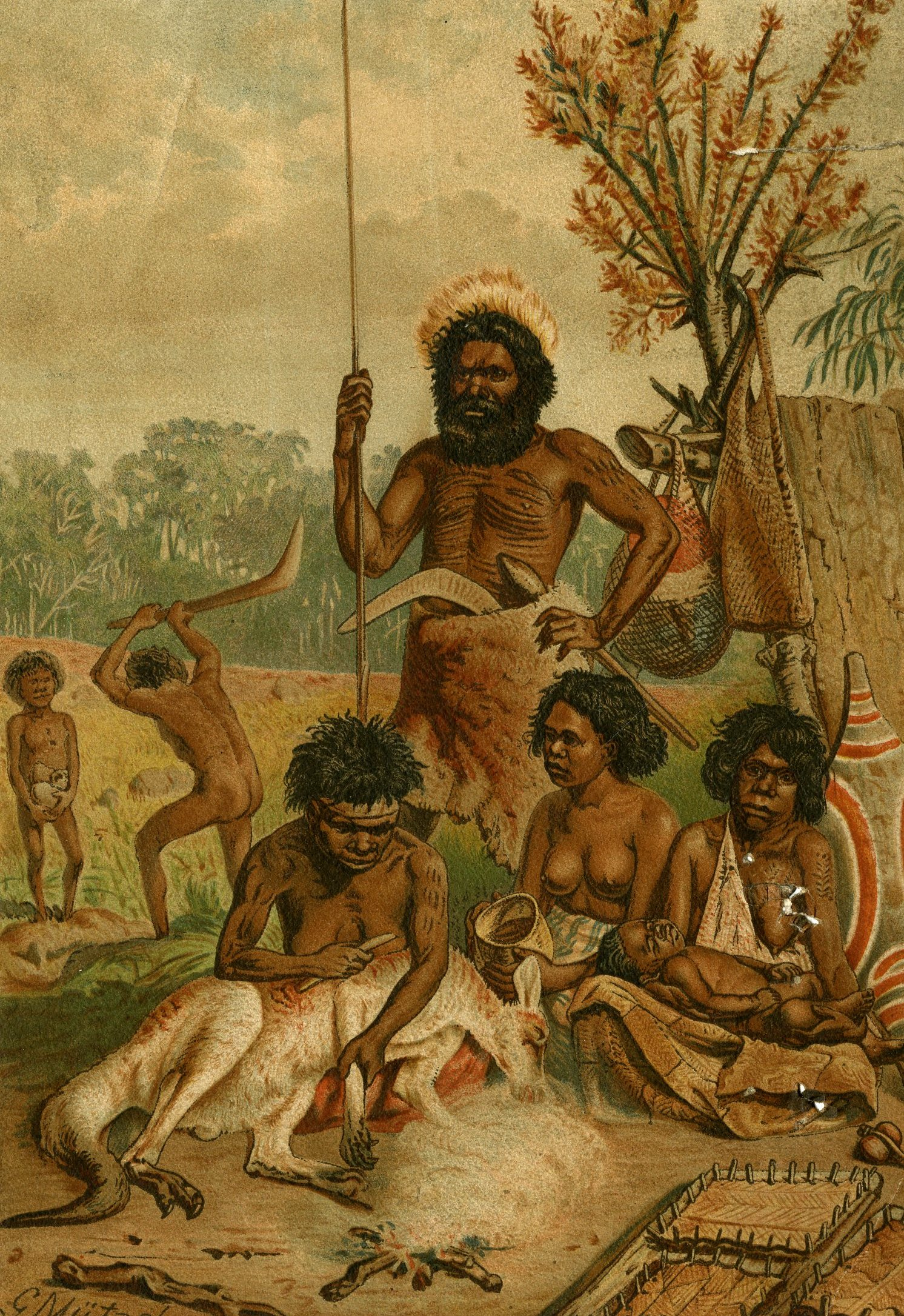
Ilustrace - aboridžinská rodina porcující klokana

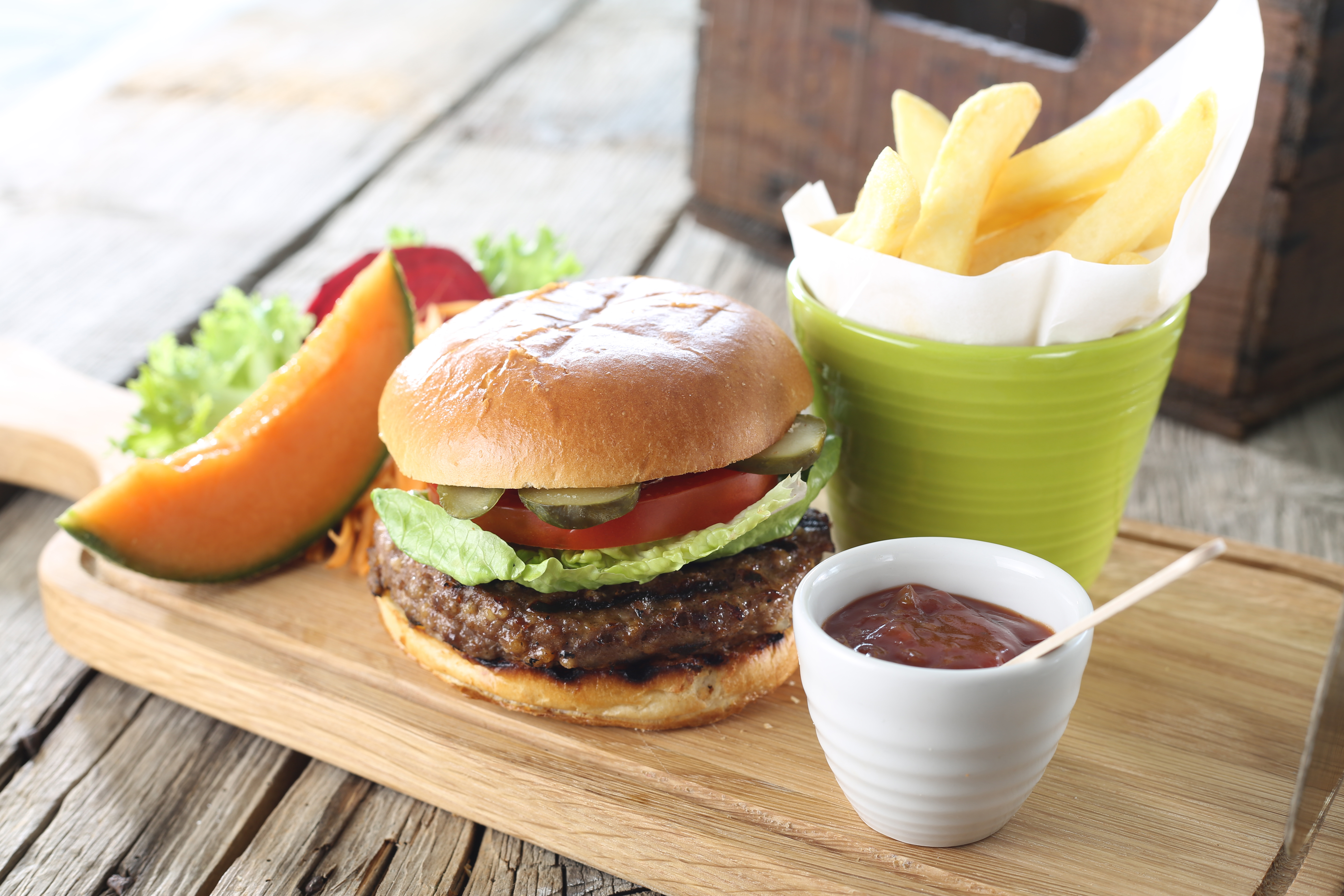
Klokaní hamburger

Klokaní maso je maso klokana. Je produkováno v Austrálii, odkud se vyváží i do některých dalších částí světa (především do Evropy). V Austrálii je klokaní maso poměrně rozšířené, běžně prodávané v obchodech a podávané v restauracích, nicméně o nejpoužívanější druh masa v australské kuchyni nejde a Australané jej konzumují spíše příležitostně (podle průzkumu z roku 2008 pouze 14,5 % Australanů konzumovalo klokaní maso alespoň čtyřikrát ročně).
Mezi běžně lovené a konzumované druhy klokanů patří klokan rudý, klokan velký, klokan obrovský a klokan horský.
Klokaní maso bývá nejčastěji upravováno jakožto steak, nicméně lze se setkat i s klokaními klobásami nebo mletým masem.
Některé kmeny na Nové Guineji tradičně loví různé druhy stromových klokanů (klokan uru, klokan tmavý aj.) a to až do dnešních dní. Lov vede k ohrožení těchto druhů.

## Historie
Domorodí obyvatelé Austrálie, tzv. Aboridžinci, lovili klokany po tisíce let. Klokaní maso běžně opékali nad ohněm. Z klokanů nevyužívali jen maso, z klokaních kostí například běžně vyráběli nástroje. Některé kmeny pily klokaní krev a další klokaní tělní tekutiny, protože je považovaly za léčivé.
Evropští osadníci a jejich potomci klokaní maso příliš běžně nekonzumovali. Klokaní maso nicméně bylo využíváno jako krmivo pro domácí zvířata (a využívá se tak stále). Po většinu 20. století bylo dokonce zákonem zakázáno prodávat klokaní maso za účelem konzumace lidmi (například v Jižní Austrálii až do roku 1980, v Queenslandu, Novém Jižním Walesu a Victorii pak do roku 1993). Obliba klokaního masa poté rostla, mj. i pro jeho výživové hodnoty a ekologičnost oproti jiným druhům masa.

## Výživové hodnoty
Klokaní maso je velmi libové, obsahuje pouze 2, 6 % tuku, a má vysoký obsah bílkovin, 23, 2 %. Oproti jiným druhům masa má poměrně málo kalorií (pouze 116 kcal / 486 kilojoulů na 100 gramů). Krom toho obsahuje vysoké množství konjugované kyseliny linolové, které jsou připisované mnohé zdravotní benefity, a obsahuje také všechny esenciální aminokyseliny.

## Lov klokanů
Lov klokanů na maso je velmi silně regulován. Lovit klokany je povoleno jen ve vymezených oblastech, ve kterých je stav populace klokanů monitorován. Klesne-li stav klokaní populace pod určitou mez, je lov zastaven na čas, dokud se stav opět neobnoví. Klokan je vykuchán ihned po ulovení a jeho maso je přímo na lovišti přepraveno do chladícího vozu a posléze přepraveno do zpracovatelského závodu, kde je zkontrolováno, zda maso splňuje všechny hygienické standarty.